# Kopsuslampi
Kopsuslampi är en sjö i kommunen Sodankylä i landskapet Lappland i Finland. Sjön ligger 246 meter över havet. Arean är 77 hektar och strandlinjen är 3,32 kilometer lång. Sjön  ingår i Kemi älvs huvudavrinningsområde.   Den ligger omkring 200 kilometer nordöst om Rovaniemi och omkring 890 kilometer norr om Helsingfors. 